# Kinberg från Västergötland
Kinberg från Västergötland är en släkt med rötter i Kinne härad i Västergötland. 
Kronolänsmannen Sven (Svante) Kinberg (död 1747) tog namnet efter häradet, där hans far Olof Bengtsson var frälsebonde på gården Bengtstorp i Sils socken. Sven Kinberg som bosatte sig på länsmansgården i Tensmyra, Älvkarleby socken, Uppland, var gift med Christina Wijno (död 1760), och blev far till prästen i Järpås Johan Gustaf Kinberg.

## Stamtavla över kända medlemmar
Johan Gustaf Kinberg (1736–1802), prost, Järpås
- Henrik Kinberg (1782–1854), kontraktsprost
  - Wilhelmina Kinberg (1814–1895), g m Jacob Pettersson, prost
    - Wilhelm Kinberg (1845–1932), veterinär
      - Olof Kinberg (1873–1960), rättsläkare, g m 1) Julia Kinberg, 2) Maja Wallenström, sångerska
        - Camilla Kinberg (1919–1996), konsertpianist, g m Sven Karpe

      - Georg Kinberg (1875–1950), läkare

    - Hjalmar Kinberg (1846–1933), bokförläggare

  - Emma Sofia Kinberg (1817–1899), g m Christoffer Tegnér, prost (son till Esaias Tegnér)
    - Esaias Tegnér den yngre (1843–1928), språkvetare, professor
    - Elof Tegnér (1844–1900), historiker
    - Jakob Tegnér (1851–1926), g m Alice Tegnér, författare

  - Hjalmar Kinberg (1820–1898), veterinär och professor, i 2:a äktenskapet, med Lorenzo Hammarskölds sondotter[1][2]
    - Henning Kinberg (1860–1928), överstelöjtnant
    - Hilding Kinberg (1874–1940), civilingenjör, uppfinnare, företagare
      - Harald Kinberg (1905–1950), direktör
        - Peder Kinberg (född 1944), skådespelare, försäkringsman

      - Hilding Kinberg (1917–1991), direktör
        - Johan S. Kinberg (1943–2009), ingenjör, råvaruanalytiker, näringslivsperson
          - Anna Kinberg Batra (född 1970), politiker; Moderaternas tidigare partiledare, g m David Batra, komiker